# Kanguru
Kanguru é o serviço de Internet móvel de banda larga da empresa de telecomunicações portuguesa NOS, lançado em 2005 sobre o nome da Optimus Kanguru.
O serviço Kanguru disponibiliza Internet banda larga portátil através da utilização da tecnologia móvel celular HSUPA, HSDPA, UMTS e GPRS.
Lançado em 2005 com uma promoção onde oferecia 10 GB mensais de tráfego por 25 €/mês, cedo se afirmou como líder no acesso aos serviços de banda larga móvel.[carece de fontes?] Atualmente possui um novo tarifário de tráfego ilimitado
Em 2008 foi considerado o melhor serviço de internet móvel de Portugal pela revista Exame Informática.
Em 2010, uma campanha publicitária do Kanguru foi suspensa pela ICAP. A campanha garantia que "segundo a ANACOM, a Optimus Kanguru é a Internet móvel mais rápida em navegação, downloads e uploads". Esta campanha foi lançada com dias de diferença de uma campanha da Vodafone que afirmava que a Anacom tinha chegado à mesma conclusão sobre a internet da Vodafone.